# Pura Lempuyang Luhur
 (décembre 2023).
Si vous disposez d'ouvrages ou d'articles de référence ou si vous connaissez des sites web de qualité traitant du thème abordé ici, merci de compléter l'article en donnant les références utiles à sa vérifiabilité et en les liant à la section « Notes et références ».
Pura Lempuyang Luhur est l'un des temples les plus anciens et les plus vénérés de Bali, en Indonésie. Le temple fait partie d'un regroupement de plusieurs temples le long du chemin de randonnée jusqu'au sommet. Le temple principal, également le plus haut, le Pura Lempuyang Luhur, se trouve à 1 175 m au-dessus du niveau de la mer, sur le sommet du mont Lempuyang.
Le temple est situé sur le mont Lempuyang ou Gamongan Hill, près du village de Bunutan, Karangasem, dans l'Est de Bali, à environ 10 kilomètres au nord d'Amlapura, la capitale de Karangasem. Le complexe du temple est dédié à Ida Betara Hyang Iswara, le gardien de l'est. C'est l'un des "six sanctuaires du monde" ou Sad Kahyangan Jagad qui sont les six lieux de culte les plus sacrés de Bali.
Le temple le plus populaire parmi les visiteurs est le Pura Penataran Agung Lempuyang. Avec son imposant portail blanc, trois escaliers dragon et trois portes kori agung, ce complexe a une vue à l'ouest sur le Mont Agung, le plus haut volcan de Bali.

## Temples du site
Le site se compose de plusieurs temples le long du chemin de randonnée jusqu'au sommet du mont Lempuyang aussi connu sous le nom de Gamongan Hill à l'est de Bali. Les temples se trouvant le long de du chemin de randonnée sont entre autres:
- Pura Penataran Agung Lempuyang
- Pura Telaga Mas
- Pura Telaga Sawangan
- Pura Puncak Bisbis
- Pura Pasar Agung